# BSI-Gesetz
Das deutsche BSI-Gesetz (BSIG) enthält Regelungen in Bezug auf das Bundesamt für Sicherheit in der Informationstechnik.

## Inhalt
Gemäß § 1 unterhält der Bund ein Bundesamt für Sicherheit in der Informationstechnik als Bundesoberbehörde. Es ist zuständig für die Informationssicherheit auf nationaler Ebene. Es untersteht dem Bundesministerium des Innern, für Bau und Heimat (BMI). 
Mit der Neufassung des Gesetzes 2009 wurde der Aufgabenkatalog des BSI erheblich erweitert und dem BSI eigene Befugnisse eingeräumt, ohne auf Amtshilfeersuchen angewiesen zu sein.
Vorrangige Aufgabe des BSI ist die Förderung der Sicherheit in der Informationstechnik (§ 3 Abs. 1 BSIG), wobei letzteres alle technischen Mittel zur Verarbeitung und Übertragung von Informationen sind (§ 2 Abs. 1 BSIG). 
Zu den Aufgaben zählen im Einzelnen z. B.
- Abwehr von Gefahren für die Sicherheit der Informationstechnik des Bundes
- Sammlung und Auswertung von Informationen über Sicherheitsrisiken und Sicherheitsvorkehrungen
- Untersuchung von Sicherheitsrisiken bei Anwendung der Informationstechnik sowie Entwicklung von Sicherheitsvorkehrungen
- Entwicklung von Kriterien, Verfahren und Werkzeugen für die Prüfung und Bewertung der Sicherheit von informationstechnischen Systemen
- Prüfung und Bewertung der Sicherheit von informationstechnischen Systemen
- Herstellung von Schlüsseldaten und Betrieb von Krypto- und Sicherheitsmanagementsystemen für informationssichernde Systeme des Bundes

Das BSI kann die Länder auf Ersuchen bei der Sicherung ihrer Informationstechnik unterstützen (§ 3 Abs. 2 BSIG). Soweit es personenbezogene Daten erhoben hat, sind diese unverzüglich zu löschen, wenn diese nicht mehr benötigt werden (§ 6 Abs. 1 BSIG). Das BSI kann vor Sicherheitslücken und Schadprogrammen warnen und den Einsatz bestimmter Sicherheitsprodukte empfehlen (§ 7 Abs. 1 BSIG). Es erarbeitet ferner Mindeststandards für die Sicherheit der Informationstechnik des Bundes (§ 8 Abs. 1 BSIG). Das BSI ist die nationale Zertifizierungsstelle der Bundesverwaltung für IT-Sicherheit. Das Bundesamt unterrichtet das BMI über seine Tätigkeit (§ 13 Abs. 1 BSIG).

### Schutz kritischer Infrastrukturen
Das BMI bestimmt durch Rechtsverordnung, welche Einrichtungen, Anlagen oder Teile davon als Kritische Infrastrukturen gelten (§ 10 Abs. 1 Satz 1 BSIG). Deren Betreiber sind verpflichtet, unter Berücksichtigung des Standes der Technik angemessene organisatorische und technische Vorkehrungen zur Vermeidung von Störungen der Verfügbarkeit, Integrität, Authentizität und Vertraulichkeit ihrer informationstechnischen Systeme, Komponenten oder Prozesse zu treffen (§ 8 Abs. 1 Satz 1, 2 BSIG). Wer vorsätzlich oder fahrlässig solche Vorkehrungen nicht, nicht richtig, nicht vollständig oder nicht rechtzeitig trifft, handelt ordnungswidrig. Die Geldbuße kann bis zu 50.000 Euro betragen (§ 14 BSIG).

### Einschränkung von Grundrechten
Nach dem Zitiergebot legt § 11 BSIG fest, dass durch die §§ 5 und 5a BSIG das Fernmeldegeheimnis (Artikel 10 des Grundgesetzes) eingeschränkt wird.

### Abwehr von Schadprogrammen und Gefahren für die Kommunikationstechnik
Das Bundesamt darf zur Abwehr von Gefahren für die Kommunikationstechnik des Bundes Protokolldaten, die beim Betrieb von Kommunikationstechnik des Bundes anfallen, erheben und automatisiert auswerten (§ 5 Abs. 1 Satz 1 BSIG). Handelt es sich bei einer Beeinträchtigung der Sicherheit oder Funktionsfähigkeit eines informationstechnischen Systems einer Stelle des Bundes oder eines Betreibers einer Kritischen Infrastruktur um einen herausgehobenen Fall, so kann das Bundesamt die Maßnahmen treffen, die zur Wiederherstellung der Sicherheit oder Funktionsfähigkeit des betroffenen informationstechnischen Systems erforderlich sind (§ 5a Abs. 1 Satz 1 BSIG). Dazu darf es personenbezogene oder dem Fernmeldegeheimnis unterliegende Daten erheben und verarbeiten (§ 5a Abs. 3 Satz 1 BSIG).

### Zusammenarbeit mit Sicherheitsbehörden
Das BSI unterstützt Polizeien und Strafverfolgungsbehörden bei der Wahrnehmung ihrer gesetzlichen Aufgaben. Es unterstützt ferner das Bundesamt für Verfassungsschutz (BfV), den Militärischen Abschirmdienst (MAD) und die Landesbehörden für Verfassungsschutz bei der Auswertung und Bewertung von Informationen, die bei der Beobachtung terroristischer Bestrebungen oder nachrichtendienstlicher Tätigkeiten anfallen, sowie den Bundesnachrichtendienst bei der Wahrnehmung seiner gesetzlichen Aufgaben. Die Unterstützung darf nur gewährt werden, soweit sie erforderlich ist, um Tätigkeiten zu verhindern oder zu erforschen, die gegen die Sicherheit in der Informationstechnik gerichtet sind oder unter Nutzung der Informationstechnik erfolgen (§ 3 Abs. 1 Satz 2 Nr. 13 BSIG). Es darf personenbezogene Daten unter den Voraussetzungen des § 5 BSIG an diese Behörden übermitteln.